# Armando Ferroni
Armando Ferroni (Roma, 3 aprile 1961) è un allenatore di calcio ed ex calciatore italiano, di ruolo difensore.

## Carriera
Cresciuto nell'OMI Roma, stessa società nella quale ha militato il fratello maggiore Mauro, futuro vincitore di uno scudetto col Verona, nel 1978 fece il suo debutto in Serie A con la Fiorentina, dove rimase per cinque stagioni raccogliendo 102 presenze; in questo periodo vanta anche due convocazioni con l'Italia under 21 senza scendere in campo.
Nel 1984 viene ceduto all'Avellino dove disputa 105 presenze in quattro stagioni di massima serie, di cui l'ultima segnata dalla retrocessione in Serie B.
Nella stagione successiva dopo un mese viene ceduto al Genoa dove conclude la sua carriera nel 1993.
In carriera ha totalizzato complessivamente 265 presenze e 4 reti in Serie A e 24 presenze in Serie B.

## Dopo il ritiro
Ritiratosi, gestisce assieme all'ex compagno di squadra rossoblu Marco Nappi una scuola calcio, la A.S.D. Figenpa, con sede a Genova.
Dal 2015 entra a far parte dello staff del settore giovanile del Genoa in qualità di vice allenatore della formazione Under 15.

## Palmarès

### Club
- Torneo Estivo del 1986: 1

Avellino: 1986
- Torneo di Viareggio: 1

Fiorentina: 1979
- Campionato italiano di Serie B: 1

Genoa: 1988-1989